# Білижинці
Біли́жинці, Булижинці — село в Україні, у Ізяславській міській громаді Шепетівського району Хмельницької області. Населення становить 225 осіб (2001).
Розташоване на південному заході громади, на правому березі річки Горинь, за 29 км на захід — південний захід від центру громади і за 107 км на північ від обласного центру.

## Історія
У 1906 році село Білогородської волості Ізяславського повіту Волинської губернії. Відстань від повітового міста 15 верст, від волості 6. Дворів 103, мешканців 591.
7 (20) листопада 1917 року, відповідно до Третього Універсалу Української Центральної Ради, увійшло до складу Української Народної Республіки.
12 червня 2020 року, відповідно до розпорядження Кабінету Міністрів України № 727-р «Про визначення адміністративних центрів та затвердження територій територіальних громад Хмельницької області», увійшло до складу Ізяславської міської територіальної громади.
19 липня 2020 року, в результаті адміністративно-територіальної реформи та ліквідації Ізяславського району, село увійшло до складу новоутвореного Шепетівського району

## Уродженці
- Обезюк Микола Наумович — скульптор
- Чорний Василь Іванович (1919—1989) — радянський військовий льотчик, учасник німецько-радянської війни.